# امامزاده حیدر (هرند)
امامزاده حیدرهرند مربوط به دوره صفوی است و در هرند، چاده اژیه، روبروی گلستان شهدا واقع شده و این اثر در تاریخ ۲۲ مرداد ۱۳۸۴ با شمارهٔ ثبت ۱۲۹۹۷ به‌عنوان یکی از آثار ملی ایران به ثبت رسیده است.